# Манн, Скотт
Скотт Манн — британский кинорежиссёр, родом из Ньютон-Эйклиффа, графство Дарем, ныне живущий в Лос-Анжелесе.

## Карьера
Прежде чем снимать полнометражные фильмы, Манн снял несколько отмеченных наградами короткометражек, включая «Чайганги» (2003) и «Перетягивание каната» (2006), в которых снимались актёры такие как Джули Гудиер, Марша Томасон, Скотт Нил и Джо Гест.
Манн также стал режиссёром для нескольких программ для Granada Television.
Его первый полнометражный фильм «Турнир», был снят в жанре боевик. Фильм вышел 20 октября 2009 года, был спродюсирован Китом Беллоа сценарий написан Гэри Янгом, Джонатаном Френком и Ником Раунтри. В главных ролях снялись Роберт Карлайл, Винг Рэймс, Келли Ху, Йен Сомерхолдер и Скотт Эдкинс. В 2011 году он подписал контракт на постановку запланированного ремейка «Семи самураев» Акиры Куросавы компанией The Weinsten Company, действие которого будет происходить в современном Таиланде, но проект так и не был реализован. Вторым полнометражным фильмом Манна стал фильм «Ограбление», первоначально называвшийся «Автобус 657», был выпущен 13 ноября 2015 года, а главные роли в нём исполнили Роберт Де Ниро, Кейт Босворт, Джеффри Дин Морган и Дэйв Батиста.

## Фильмография
Короткометражные фильмы:
| Год  | Название               | Оригинальное название |
| ---- | ---------------------- | --------------------- |
| 1995 | «Чихание»              |                       |
| 2003 | «Чайнанг»              |                       |
| 2006 | «Карманный вор»        |                       |
| 2006 | «Перетягивание каната» |                       |

Художественные фильмы:
| Год  | Название             | Оригинальное название |
| ---- | -------------------- | --------------------- |
| 2005 | «Среди мертвецов»    |                       |
| 2009 | «Турнир»             |                       |
| 2015 | «Ограбление»         |                       |
| 2018 | «Окончательный счёт» |                       |
| 2022 | «Вышка»              | Fall                  |

Телевидение:
| Год  | Название                   | Оригинальное название |
| ---- | -------------------------- | --------------------- |
| 1999 | «Антикварная ярмарка»      |                       |
| 2001 | «Звёзды в их глазах: Дети» |                       |
| 2004 | «Знаменитости разоблачены» |                       |
| 2011 | «История Бетти Драйвер»    |                       |
| 2018 | «Шесть»                    | Six                   |
| 2019 | «Клятва»                   |                       |